# Edward Teller
Pour les articles homonymes, voir Teller.
Edward Teller, ou Ede Teller, est un physicien nucléaire hongro-américain, né le 15 janvier 1908 à Budapest et mort le 9 septembre 2003 à Stanford.
Il est connu proverbialement comme le « père de la bombe à hydrogène ». Fervent défenseur de cette arme, il s'oppose ainsi à plusieurs scientifiques ayant travaillé avec lui dans le projet Manhattan (notamment Robert Oppenheimer). Cela entraîna une profonde rupture entre lui et le flanc gauche, « pacifiste », du monde scientifique, à tel point qu'Isidor Isaac Rabi déclara : « Le monde serait meilleur sans Edward Teller. »

## Biographie

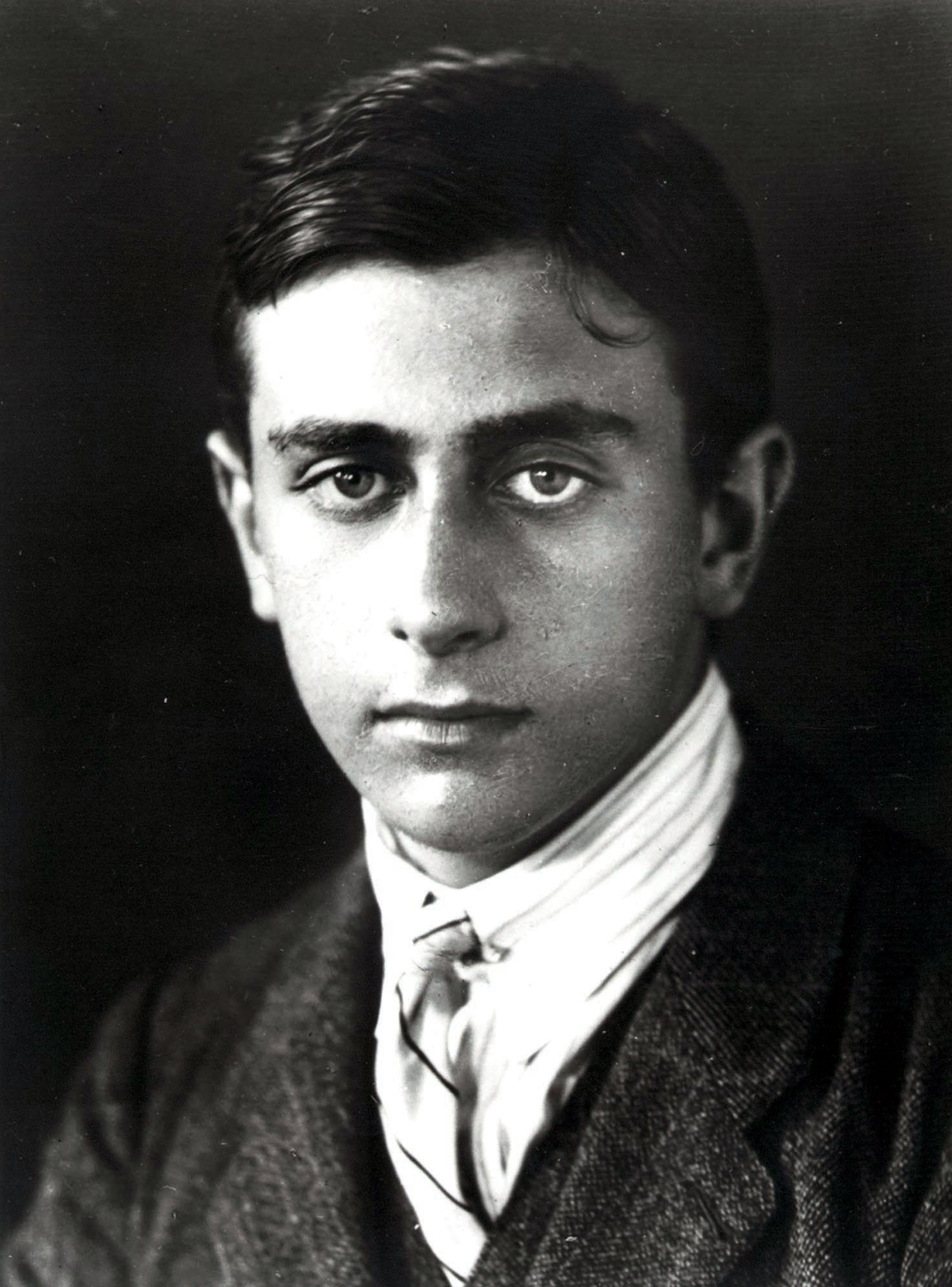
Edward Teller avant de quitter l'Autriche-Hongrie pour l'Allemagne.

Edward Teller naît dans une famille juive à Budapest, alors en Autriche-Hongrie.
Il quitte en 1926 son pays pour l'Allemagne (en partie à cause du numerus clausus institué par Miklós Horthy, limitant le nombre de juifs pouvant être admis à l'université) et y suit un cursus de chimie à l'université de Karlsruhe, où il obtient un diplôme en génie chimique.
Il se prend d'intérêt pour la physique et entre à l'université de Leipzig en 1928 pour explorer cette nouvelle voie. À Munich, un accident de voiture blesse gravement l'une de ses jambes et le contraint à se faire amputer du pied, remplacé par une prothèse (ce qui le fait boiter toute sa vie). Il obtient son doctorat en physique en 1930, sous la direction de Werner Heisenberg. Cette même année, il se lie d'amitié avec deux jeunes scientifiques russes, George Gamow et Lev Landau, alors en visite en Europe de l'Ouest.
Il passe deux ans à l'université de Göttingen. Avec l'arrivée d'Adolf Hitler au pouvoir, comme de nombreux scientifiques il quitte l'Allemagne avec l'aide du Comité de secours juif. Il passe brièvement au Royaume-Uni et un an à Copenhague, au Danemark. C'est là qu'il travaille sous la direction de Niels Bohr.
En février 1934 il épouse Augusta Maria (Mici) Harkanyi, la sœur d'un ami d'enfance[réf. nécessaire].
En 1935, à la suite de l'encouragement de George Gamow, il obtient un poste de professeur de physique à l'université George Washington aux États-Unis et travaille avec son ami jusqu'en 1941. Avant la découverte de la fission nucléaire par Lise Meitner et Otto Frisch en 1939, il était engagé dans des travaux théoriques sur la mécanique quantique, la physique moléculaire et la physique nucléaire. À la suite de cette découverte, il s'intéresse aux deux réactions de l'énergie nucléaire : la fission et la fusion.
En 1941, il est naturalisé citoyen des États-Unis.
L'une des plus importantes contributions d'Edward Teller à la science est peut-être l'explication de l'effet Jahn-Teller en 1939, qui décrit la distorsion géométrique du nuage d'électrons sous certaines conditions. Ce phénomène joue un rôle prépondérant dans les réactions chimiques des métaux et en particulier, dans la coloration de certaines teintures métalliques. Avec Stephen Brunauer et Paul Hugh Emmett, il apporte également une importante contribution en chimie et en physique des surfaces avec la théorie Brunauer, Emmett et Teller (BET).
Avec l'entrée en guerre des États-Unis, il cherche à contribuer à l'effort de guerre. Suivant les conseils du célèbre aérodynamiste du Caltech et compatriote hongrois Theodore von Kármán, il collabore avec son ami Hans Bethe au développement d'une théorie sur la propagation des ondes de choc. Des années plus tard, leurs travaux servent à l'étude de la pénétration d'un missile dans l'air.
Fait moins connu, en 1959, lors du symposium « l'énergie et l'homme », à l'université Columbia, pour le centième anniversaire de l'industrie pétrolière (1859 : premier forage pétrolier par Edwin Drake), Edward Teller met en garde les dirigeants du secteur pétrolier contre l'augmentation des niveaux de dioxyde de carbone (qu'il évaluait alors à 360 ppm en 1990, niveau atteint en fait en 1995) et alerte de la probabilité d’un réchauffement climatique et d'une élévation du niveau de la mer d'ici la fin du XXe siècle . 

### Projet Manhattan

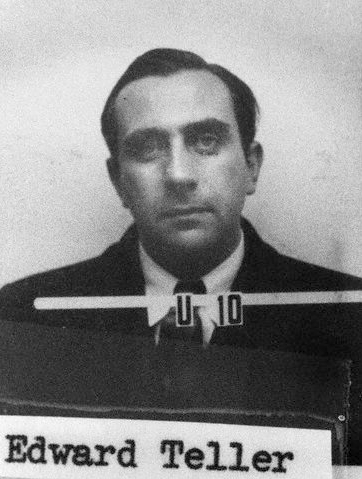
Photo d'identification de Edward Teller pour le Laboratoire national de Los Alamos.

En 1942, au cours d'une réunion avec son ami et collègue Enrico Fermi sur les perspectives d'une guerre nucléaire, Fermi suggère avec désinvolture qu'il est peut-être possible qu'une arme utilisant la fission nucléaire déclenche une réaction plus importante de fusion nucléaire. Bien que, dans un premier temps, il explique à Fermi pourquoi il pense que ce n'est pas possible, Teller reste tout de même fasciné par cette perspective et trouve rapidement le développement d'une « simple » bombe A ennuyeux (le développement d'une telle arme est encore très loin d'être réalisé au vu des nombreux problèmes à résoudre).
Quelques semaines plus tard, il est invité à participer à un séminaire de planification de Robert Oppenheimer à l'université de Californie à Berkeley, pour les premiers travaux du projet Manhattan, qui aboutit en 1945 à la mise au point de la première arme nucléaire. Au cours du séminaire, il détourne la conversation du développement d'une arme à fission vers une à fusion, qu'il surnomme la « Super » bombe (cette arme devient par la suite la bombe H ou bombe à hydrogène).
Le projet Manhattan commence et Edward Teller fait maintenant partie de la Division de physique théorique du Laboratoire national de Los Alamos, qui est alors couvert par le secret militaire. Il continue tout de même de pousser l'idée de la création d'une arme à fusion. Les difficultés de conception d'une arme à fission sont déjà importantes et son idée n'est pas la priorité du moment. Des tensions avec le reste de l'équipe scientifique apparaissent alors, certainement dues à sa frustration de ne pas voir son idée être plus étudiée et également au fait qu'il n'a pas eu le poste de directeur de la Division de physique théorique (offert à Hans Bethe). Il refuse de s'engager dans les calculs prédisant le comportement de l'implosion d'une bombe atomique ; il apporte d'importantes contributions, principalement à l'analyse du mécanisme d'implosion.
En 1946 il quitte Los Alamos pour l'université de Chicago. La même année il participe à une conférence sur les propriétés des combustibles thermonucléaires, comme le deutérium, la conception d'une bombe à hydrogène est alors discutée. Les estimations de Teller sur la faisabilité d'une bombe à hydrogène sont jugées trop optimistes, notamment pour la quantité de deutérium nécessaire, ainsi que pour les pertes de radiations durant la combustion du deutérium. Malgré les oppositions de certains scientifiques, comme Robert Serber, Teller rédige un rapport favorable à la conception d'une bombe à hydrogène. Il juge nécessaire la réalisation d'une telle arme. Klaus Fuchs (un espion de l'Union soviétique qui travaille au projet Manhattan), participe à cette conférence et transmet ces conclusions à Moscou. Le modèle de Teller d'une bombe à hydrogène n'est pas correct (ce dont s'aperçoivent les Américains lors du développement de leur bombe H), et Robert Oppenheimer suggérera plus tard que c'était peut-être la raison qui fit prendre du retard au programme soviétique, basé sur ce modèle. L'Union soviétique développe alors son propre schéma.

### Bombe à hydrogène

Le modèle Teller-Ulam garde le combustible fissile et fusible physiquement séparés l'un de l'autre et utilise les radiations du dispositif primaire pour comprimer le secondaire.

Juste après la première explosion de la bombe atomique de l'Union soviétique en 1949, le président Harry Truman annonce en catastrophe le développement d'un programme visant à concevoir une bombe à hydrogène. Edward Teller retourne à Los Alamos en 1950 pour travailler à ce projet. Rapidement il s'impatiente devant le peu de progrès engrangés, insiste pour impliquer davantage de théoriciens et accuse ses collègues de manquer d'imagination, ce qui provoque une détérioration de ses relations avec les autres chercheurs.
En 1950, les calculs du mathématicien polonais Stanislaw Ulam et de son collaborateur Cornelius Everett, sont confirmés par Fermi. Ils montrent que non seulement les estimations de Teller sur la quantité de tritium dont la bombe H a besoin sont sous-évalués, mais également qu'en augmentant la quantité de tritium, la perte d'énergie lors du processus de fusion est telle que la réaction ne peut pas se propager. L'année suivante, Ulam propose une modification dans le modèle de Teller qui sépare physiquement les deux composants de fission et de fusion et utilise l'onde de choc de l'explosion de la bombe A, pour comprimer le combustible fusible. Une fois comprimé, la réaction de fusion est amorcée. Teller est réticent ; puis ce modèle lui donne l'idée d'utiliser non pas l'onde de choc, mais les radiations pour comprimer le matériel fusible, c'est le modèle Teller-Ulam. La véritable part de la contribution d'Ulam dans le modèle Teller-Ulam est sujette à controverse. Pour Teller, Ulam n'a aucunement contribué à son élaboration. Pour sa part Hans Bethe dans une biographie de Robert Oppenheimer, a écrit que c'est Teller qui a fait la découverte cruciale ayant permis la mise au point de la bombe H. D'autres scientifiques, aux rapports antagonistes avec Teller, comme J. Carson Mark, déclarent que Teller n'aurait jamais pu concevoir ce modèle sans l'assistance d'Ulam et des autres scientifiques.
La principale découverte dans ce nouveau modèle est donc la séparation des composants de fission et de fusion et l'utilisation des radiations produites par la bombe à fission (la bombe A) pour amorcer la réaction de fusion.

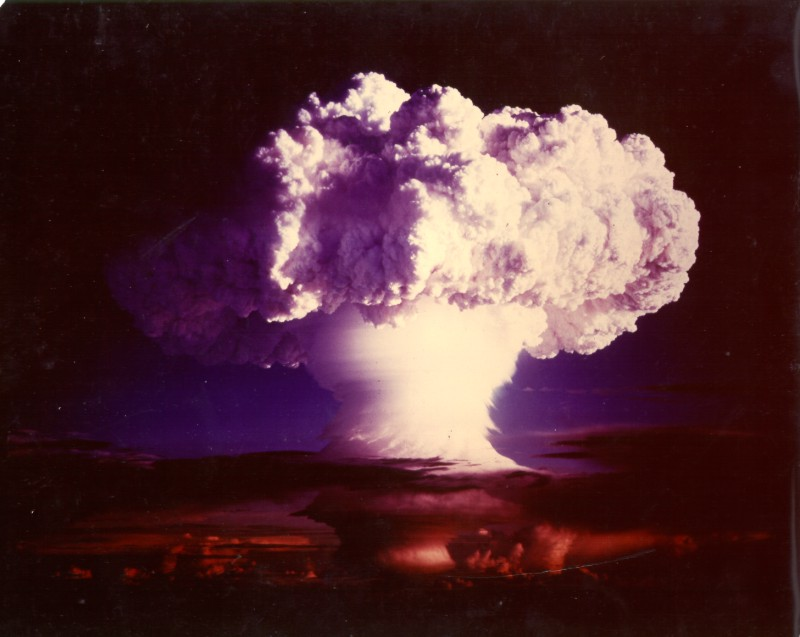
Ivy Mike, la première bombe H.

Bien qu'il ait été un fervent partisan de la bombe H depuis toujours, ainsi que le principal concepteur du modèle de l'arme, il n'a pas été choisi pour diriger (sa réputation d'avoir une personnalité difficile a probablement joué un rôle). En 1952, il quitte le laboratoire de Los Alamos pour rejoindre le Laboratoire national de Lawrence Livermore, nouvellement créé à la suite de ses recommandations auprès de Ernest Orlando Lawrence.
Le premier essai d'une bombe H, dont le nom de code est Ivy Mike, utilisant le modèle Teller-Ulam a lieu à Enewetak, un atoll des îles Marshall, le 31 octobre 1952. Bien que déjà connu comme le père de la bombe à hydrogène, Edward Teller n'assiste pas directement à l'essai nucléaire, clamant qu'il ne se sentait pas le bienvenu dans le site d'essai du Pacifique. Lors de l'explosion, il se trouve à plusieurs milliers de kilomètres, dans les sous-sols de l'université de Californie à Berkeley. Il constate avec un sismographe, la secousse provoquée par l'explosion thermonucléaire.

### Controverse concernant Oppenheimer
Le désaccord entre Teller et la plupart de ses collègues devient plus grand en 1954 après son témoignage contre Robert Oppenheimer, ancien directeur scientifique du projet Manhattan et membre de la Commission de l'énergie atomique des États-Unis lors de l'audition de sécurité d'Oppenheimer. Durant le projet Manhattan, il s'était opposé plusieurs fois à Oppenheimer. Durant la procédure concernant ce dernier en raison de ses sympathies communistes, il est le seul membre de la communauté scientifique à voir en Oppenheimer un danger pour la sécurité nationale.

### Défenseur d'un vaste programme nucléaire
De 1958 à 1960 il est directeur du Laboratoire national de Lawrence Livermore, et après cela, il reste directeur associé. Pendant un temps, il a également été président du comité ayant été à l'origine du Space Sciences Laboratory (SSL) de Berkeley, ainsi que professeur de physique à l'université. Son témoignage lors de la controverse Oppenheimer lui valut d'être mal perçu dans les milieux universitaires, sans pour autant le priver de liens importants auprès de certains membres de la communauté scientifique liée à des programmes gouvernementaux ou militaires. Cela lui permettra de continuer de travailler dans le domaine du nucléaire et ainsi participer au développement des standards de sécurité des installations des centrales nucléaires, comme ceux visant à mettre au point des réacteurs incapables théoriquement d'avoir un cœur qui fusionne.

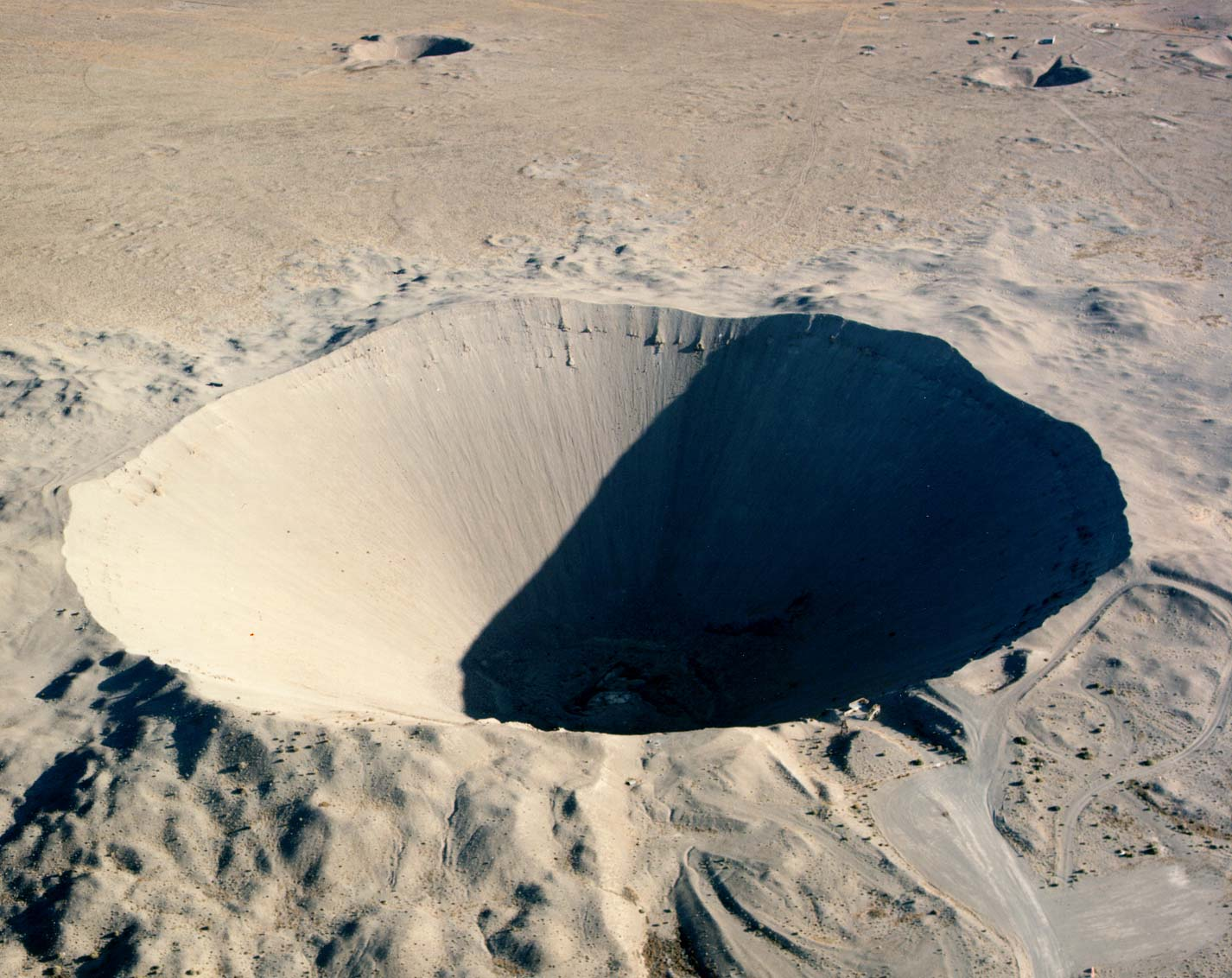
Le cratère de l'essai Sedan de 1962, le plus puissant essai du programme Plowshare.

Il est un défenseur de l'établissement d'un important programme de recherche nucléaire américain et est à ce titre un opposant au Traité d'interdiction partielle des essais nucléaires signé en 1963. Il a d'ailleurs témoigné à ce sujet devant le Congrès et participé à des émissions télévisées. Il considérait que les armes nucléaires pouvaient avoir une utilisation civile, notamment pour des travaux de terrassement. C'est ainsi qu'il soutient le programme Plowshare, durant lequel 27 explosions nucléaires ont eu lieu sur le sol américain, principalement sur le site d'essais du Nevada de 1961 à 1973.
En 1975 il est nommé directeur émérite du Laboratoire national de Lawrence Livermore, ainsi que Senior Research Fellow de la Hoover Institution.
Dans les années 1980 c'est un des principaux soutiens de l'Initiative de défense stratégique, plus connu sous le nom de programme Guerre des étoiles, du président Ronald Reagan. Ce programme visait à mettre au point des satellites équipés de lasers qui devaient intercepter les missiles balistiques soviétiques et ainsi les détruire avant qu'ils n'atteignent leurs cibles. En « reconnaissance » de ses efforts constants en faveur du développement d'armes toujours plus puissantes, le premier prix Ig Nobel de la paix lui a été attribué en 1991.
L'intitulé en anglais de sa nomination est le suivant : « for his lifelong efforts to change the meaning of peace as we know it » [sic].
Son épouse est morte en 2000.

## Distinctions et hommages
Il a reçu plusieurs distinctions durant sa vie, parmi lesquelles :
- le prix Enrico Fermi en 1962 ;
- la National Medal of Science, décernée par le président Ronald Reagan en 1982 ;
- la Presidential Citizen Medal en 1989 ;
- la Department of Energy Gold Award en 2002 ;
- la médaille présidentielle de la Liberté, décernée par le président George W. Bush en 2003.

Un astéroïde, (5006) Teller, porte son nom.
L'American Nuclear Society a créé le prix Edward Teller en son honneur.

## Publications
- Our Nuclear Future; Facts, Dangers, and Opportunities (1958)
- Basic Concepts of Physics (1960)
- The Legacy of Hiroshima (1962)
- Energy from Heaven and Earth (1979)
- The Pursuit of Simplicity (1980)
- Better a Shield Than a Sword: Perspectives on Defense and Technology (1987)
- Conversations on the Dark Secrets of Physics (1991)
- Memoirs: A Twentieth-Century Journey in Science and Politics (2001)

## Dans l'art et la culture
Edward Teller est souvent considéré comme étant le modèle du Docteur Folamour.
Dans le film Oppenheimer (2023) de Christopher Nolan, il est interprété par Benny Safdie.